# 2013~2014년 치쿤구니야 유행
2013~2014년 치쿤구니야 유행은 카리브해에서 2013년에서 2014년 사이에 발생한 치쿤구니야열 유행을 말한다. 열대 아프리카와 아시아 외 지역에서는 처음으로 발생한 유행 사례이다. 2013년 12월, 카리브해의 세인트마틴섬에서 치쿤구니야열 의심사례가 처음 등장하였는데, 이후 카리브해의 다른 지역으로 급속도로 확산되었다. 2013년이 끝나기 전까지 마르티니크, 과들루프, 생바르텔레미에서도 감염 사례가 보고되었다. 2014년 1월에는 생바르텔레미에 더해 영국령 버진아일랜드, 도미니카 연방, 프랑스령 기아나에도 감염사례가 확인되었다. 카리브해 공중보건국은 4,000명의 확진환자와 3만명 이상의 의심환자를 근거로 5월 초 카리브해 전역의 전염병을 선언했다. 5월 말까지 플로리다주에서 4건의 감염이 확인되었다. 2014년 7월까지 카리브해에서는 약 35만 5천명이 이 바이러스에 감염되었다. 2014년 8월을 기준으로 25개의 카리브해 국가들에서 감염자가 발생했다. 2015년에 유행이 종식되었다.

## 배경
치쿤구니야열은 아르보바이러스로 인해 아프리카와 아시아의 열대 지역에서 주로 발생하는 질병이다. 숲모기에 의해 사람에게 전염된다. 1700년대에 처음 발생한 것으로 여겨지며, 1953년에 바이러스가 처음으로 분리되었다.
감염 후 4일에서 7일 사이에 갑작스런 고열과 심한 관절통이 나타나는 것이 특징이다. 또한 두통, 근육통, 피로, 발진 등을 일으킬 수 있다. 감염 환자는 대부분 열흘 안에 회복되며, 사망자는 거의 발생하지 않는다. 그러나 일부 사례의 경우 관절통이 몇 달 또는 몇 년 동안 지속되기도 한다. 백신이나 특별한 치료법이 없고, 확산을 막는 것도 어렵다. 긴팔이 달린 옷을 입거나 매개체의 개체수를 조절함으로써 어느 정도 예방할 수 있다.

## 첫 번째 사례
보건당국은 2013년 12월 초 세인트마틴섬의 프랑스령에서, 지역에서 전염된 2건의 사례를 확인했다. 이후 12월 17일, 집단발병사례가 대중에게 공식적으로 발표되었는데, 그 때까지 10건이 확인되었으며 더 많은 의심 환자들을 대상으로 한 실험실 검사가 이루어지고 있었다. 기욤 아넬(Guillaume Arnell) 부통령은 "여기서 시작되었으므로 여기서 억제해야한다"며 당국에 이 질병이 퍼지는 것을 막기 위한 책임이 있음을 선언했다. 신속한 조치가 취해져 범미주 보건기구(Pan American Health Organization) 대표가 감사인사를 전하기도 했다. 그러나 2013년 12월 말까지 네덜란드령 섬 절반에서 최소 1명의 확진자와 180명의 의심 환자가 발생하였다. 2013년 말까지 마르티니크와 과델루프에도 전파되어 각각 3명, 1명의 확진자가 발생했다. 생바르텔레미에서는 21건의 의심 사례가 있었다.
이전에는 아메리카 대륙에서는 치쿤구냐를 찾아볼 수 없으나, 새롭게 부상하는 유행병이라는 인식 하에 2012년까지 확산 준비가 미리 진행된 상태였다. 2013년 7월에는 카리브해 전역에서 고위 의료진에게 바이러스 검출 방법을 교육하는 가상회의가 열리기도 했다. 어떻게 아메리카의 모기 개체군에 전파되었는지는 아직 밝혀지지 않았다.

## 치쿤구니야 바이러스의 전파
2014년 1월 21일까지 생바르텔레미와 영국령 버진아일랜드에서 감염자가 발견되었고, 도미니카연방과 프랑스령 기아나에서는 각각 한 건의 감염자가 발견되었다. 4월 초, 도미니카 공화국에서도 확진자가 나타났다. 4월 24일 세인트빈센트 그레나딘은 세 명의 확진자가 발생했음을 발표했고, 이로부터 이틀 후 앤티가 바부다가 앤티가 섬에서 처음으로 확진자가 나타났다고 발표했다. 네 건의 의심환자도 나타났다.
4월 말, 카리브해 14개국에 걸쳐 4,100건 이상이 치쿤구니야열에 감염된 것으로 추정되었다. 13개의 섬나라 외에, 내륙에 의치한 프랑스령 기아나에서도 바이러스가 확인되었다. 마르티니크, 과들루프, 그리고 상마르탱 섬에서 가장 많은 수의 확진자가 발견되었다.
2014년 4월 27일이 낀 주 동안, 여러 기관의 보건 공무원들이 도미니카 공화국에서 만나 유행병에 대해 논의하였다. 5월 1일, 카리브해 공중보건국(CARPHA)은 카리브해 전역에 바이러스 유행을 선포했다. 미국 질병통제예방센터에서는 플로리다 남부에도 바이러스가 전파될 가능성에 대비해 "치쿤구니야에 대한 인식을 높이고 진단검사를 용이하게 하기 위해 주 보건부와 협력하고 있다"고 밝혔다.
2014년 5월 19일을 기준으로 도미니카 공화국에서만 전체 감염자의 68%에 해당하는 3만 2천명의 확진자가 발생했다. 5월 말까지 플로리다에서 4건의 사례가 확인되었다. 총 5만 명 이상이 바이러스에 감염된 것으로 여겨졌다.
베네수엘라의 낸시 페레스(Nancy Pérez) 보건장관은 2014년 9월 말을 기준으로 베네수엘라 국민 400명만이 치쿤구냐에 감염됐다고 밝혔고, 베네수엘라중앙대학교는 6만5000~11만7000명의 사람이 감염된 것 같다고 예측했다. 베네수엘라 정부는 3단계 대응계획을 발표했으며, 보건장관은 모기가 자생하지 못하게 하는 것이 핵심이라고 덧붙였다.
2014년 11월까지 대부분의 카리브 제도들이 영향을 받았으며 범미보건기구는 카리브해에서만 약 80만 건의 의심환자가 발생했다고 보고했다.
2015년에 유행이 종식되었다.